# Lone Mogensen
Lone Mogensen, właśc. Anna Louise Kristine Masłocha z domu Mogensen, ps. „Lone”, „Lone Sørensen”, „Inger Sørensen”, „Inge Sørensen”, „Maja Matjeka” (ur. 26 października 1921 w Jaroszowcu, zm. 3 stycznia 1945 w Gentofte) – członkini duńskiego ruchu oporu (m.in. Holger Danske) podczas okupacji Danii przez Niemcy w latach 1940–1945.
Była Dunką, urodziła się w Polsce, gdzie jej ojciec był inżynierem w cementowni w Jaroszowcu. Uczęszczała do Gimnazjum im. Króla Kazimierza Wielkiego w Olkuszu. Władała dobrze językiem polskim i niemieckim, a słabiej duńskim. W 1936 wraz z rodziną wróciła do Danii. W czasie wojny działała w ruchu oporu, w ramach Holger Danske oraz organizacji o kryptonimie „Felicja”.
Od 31 grudnia 1944 r. żona porucznika Marynarki Wojennej i członka AK Lucjana Masłochy. Nowożeńcy zginęli po czterech dniach w walce z Niemcami, oboje zostali pochowani w duńskim Miejscu Pamięci Ryvangen (Mindelunden i Ryvangen) w Kopenhadze. W 1945 odznaczona pośmiertnie przez polskie władze na obczyźnie Krzyżem Srebrnym Orderu Virtuti Militari (nr 11 131).